# Eliminatórias da Copa do Mundo FIFA de 2026 – UEFA (Grupo G)
O Grupo G das eliminatórias da UEFA para a Copa do Mundo FIFA de 2026 é formado por Finlândia, Lituânia, Malta, Polônia e o perdedor das quartas de final da Liga das Nações, Países Baixos.
O vencedor do grupo se classifica automaticamente para a Copa do Mundo de 2026, enquanto o segundo colocado irá avançar para a segunda fase.

## Classificação
| Pos | Equipe        | Pts | J | V | E | D | GP | GC | SG  | Classificado               |  |        |        |        |        |        |
| --- | ------------- | --- | - | - | - | - | -- | -- | --- | -------------------------- |  | ------ | ------ | ------ | ------ | ------ |
| 1   | Finlândia     | 7   | 4 | 2 | 1 | 1 | 5  | 5  | 0   | Copa do Mundo FIFA de 2026 |  | —      | 0–2    | 2–1    | 9 Out  | 14 Nov |
| 2   | Países Baixos | 6   | 2 | 2 | 0 | 0 | 10 | 0  | +10 | Segunda fase               |  | 12 Out | —      | 4 Set  | 17 Nov | 8–0    |
| 3   | Polónia       | 6   | 3 | 2 | 0 | 1 | 4  | 2  | +2  | Eliminado                  |  | 7 Set  | 14 Nov | —      | 1–0    | 2–0    |
| 4   | Lituânia      | 2   | 3 | 0 | 2 | 1 | 2  | 3  | −1  | Eliminado                  |  | 2–2    | 7 Set  | 12 Out | —      | 4 Setp |
| 5   | Malta         | 1   | 4 | 0 | 1 | 3 | 0  | 11 | −11 | Eliminado                  |  | 0–1    | 9 Out  | 17 Nov | 0–0    | —      |

## Partidas
A lista de jogos foi confirmada pela UEFA em 13 de dezembro de 2024 após o sorteio. Os horários são CET/CEST, conforme listados pela UEFA (os horários locais, se diferentes, estão entre parênteses).
| 21 de março de 2025 | Malta | 0 – 1                             | Finlândia  | Estádio Nacional, Ta' Qali               |
| 20:45               |       | Relatório (FIFA) Relatório (UEFA) | Antman 38' | Público: 5 106 Árbitro: ITA Simone Sozza |

| 21 de março de 2025 | Polónia         | 1 – 0                             | Lituânia | Estádio Nacional, Varsóvia                           |
| 20:45               | Lewandowski 81' | Relatório (FIFA) Relatório (UEFA) |          | Público: 55 738 Árbitro: GRE Anastasios Sidiropoulos |

| 24 de março de 2025 | Lituânia                 | 2 – 2                             | Finlândia                           | Estádio Darius e Girėnas, Caunas             |
| 18:00 (19:00 UTC+2) | Kučys 39' · Gineitis 69' | Relatório (FIFA) Relatório (UEFA) | Kairinen 3' · Pohjanpalo 17' (pen.) | Público: 10 421 Árbitro: BEL Erik Lambrechts |

| 24 de março de 2025 | Polónia            | 2 – 0                             | Malta | Estádio Nacional, Varsóvia                |
| 20:45               | Świderski 27', 51' | Relatório (FIFA) Relatório (UEFA) |       | Público: 45 872 Árbitro: DEN Morten Krogh |

| 7 de junho de 2025 | Malta | 0 – 0                             | Lituânia | Estádio Nacional, Ta' Qali               |
| 18:00              |       | Relatório (FIFA) Relatório (UEFA) |          | Público: 2 785 Árbitro: ROU Marian Barbu |

| 7 de junho de 2025  | Finlândia | 0 – 2                             | Países Baixos           | Estádio Olímpico, Helsinque                 |
| 20:45 (21:45 UTC+3) |           | Relatório (FIFA) Relatório (UEFA) | Depay 6' · Dumfries 23' | Público: 29 483 Árbitro: GER Daniel Siebert |

| 10 de junho de 2025 | Finlândia                           | 2 – 1                             | Polónia    | Estádio Olímpico, Helsinque                |
| 20:45 (21:45 UTC+3) | Pohjanpalo 31' (pen.) · Källman 64' | Relatório (FIFA) Relatório (UEFA) | Kiwior 69' | Público: 16 511 Árbitro: POR João Pinheiro |

| 10 de junho de 2025 | Países Baixos                                                                                   | 8 – 0                             | Malta | Euroborg, Groninga                                        |
| 20:45               | Depay 9' (pen.), 16' · Van Dijk 20' · Simons 61' · Malen 74', 80' · Lang 78' · Van de Ven 90+2' | Relatório (FIFA) Relatório (UEFA) |       | Público: 21 006 Árbitro: ESP Ricardo de Burgos Bengoetxea |

| 4 de setembro de 2025 | Lituânia | –         | Malta | Estádio Darius e Girėnas, Caunas |
| 20:45 (21:45 UTC+3)   |          | FIFA UEFA |       |                                  |

| 4 de setembro de 2025 | Países Baixos | –         | Polónia | Estádio De Kuip, Roterdão |
| 20:45                 |               | FIFA UEFA |         |                           |

| 7 de setembro de 2025 | Lituânia | –         | Países Baixos | Estádio Darius e Girėnas, Caunas |
| 18:00                 |          | FIFA UEFA |               |                                  |

| 7 de setembro de 2025 | Polónia | –         | Finlândia | Estádio Nacional, Varsóvia |
| 20:45                 |         | FIFA UEFA |           |                            |

| 9 de outubro de 2025 | Finlândia | –         | Lituânia | Estádio Olímpico, Helsinque |
| 20:45 (21:45 UTC+3)  |           | FIFA UEFA |          |                             |

| 9 de outubro de 2025 | Malta | –         | Países Baixos | Estádio Nacional, Ta' Qali |
| 20:45                |       | FIFA UEFA |               |                            |

| 12 de outubro de 2025 | Lituânia | –         | Polónia | Estádio Darius e Girėnas, Caunas |
| 20:45 (21:45 UTC+3)   |          | FIFA UEFA |         |                                  |

| 12 de outubro de 2025 | Países Baixos | –         | Finlândia | Johan Cruijff Arena, Amesterdã |
| 18:00                 |               | FIFA UEFA |           |                                |

| 14 de novembro de 2025 | Finlândia | –         | Malta | Estádio Olímpico, Helsinque |
| 18:00 (19:00 UTC+2)    |           | FIFA UEFA |       |                             |

| 14 de novembro de 2025 | Polónia | –         | Países Baixos | Estádio Nacional, Varsóvia |
| 20:45                  |         | FIFA UEFA |               |                            |

| 17 de novembro de 2025 | Malta | –         | Polónia | Estádio Nacional, Ta' Qali |
| 20:45                  |       | FIFA UEFA |         |                            |

| 17 de novembro de 2025 | Países Baixos | –         | Lituânia | Johan Cruijff Arena, Amesterdã |
| 20:45                  |               | FIFA UEFA |          |                                |

## Artilharia
3 gols
- NED Memphis Depay

2 gols
- FIN Donyell Malen
- FIN Joel Pohjanpalo
- POL Karol Świderski

1 gol
- FIN Benjamin Källman
- FIN Kaan Kairinen
- FIN Oliver Antman
- LTU Armandas Kučys
- LTU Gvidas Gineitis
- NED Denzel Dumfries
- NED Micky van de Ven
- NED Noa Lang
- NED Virgil van Dijk
- NED Xavi Simons
- POL Jakub Kiwior
- POL Robert Lewandowski